# Adelencyrtus quadriguttus
Adelencyrtus quadriguttus is een vliesvleugelig insect uit de familie Encyrtidae. De wetenschappelijke naam is voor het eerst geldig gepubliceerd in 1932 door Girault.